# Вбивства сербів у Вуковарі
Масові вбивства сербів у Вуковарі – серія інцидентів, під час яких сербів, які проживали у Вуковарі та його околицях, навесні та влітку 1991 року зазнали викрадення та страт озброєними бандитами під проводом Томислава Мерчепа, пов'язаними з Хорватською національною гвардією. Ці події почалися на початку Хорватської війни за незалежність, перед початком битви за Вуковар у серпні того ж року. Після війни було розпочато кілька кримінальних розслідувань, зокрема проти одного з відомих злочинців Томіслава Мерчепа, хоча в цілому це питання залишається в основному невирішеним.